# Buf cardíac
Els bufs cardíacs són sorolls patològics que es perceben amb una auscultació amb l'ús del fonendoscopi, i que s'originen per un augment de flux a través d'una vàlvula cardíaca.
Hi ha dos tipus de bufs:
- El buf funcional o "innocent" és el que es deu principalment a condicions fisiològiques fora del cor.
- Els altres es deuen a defectes estructurals del mateix cor: poden ser, habitualment, valvulars o, infreqüentment, d'altres estructures cardíaques (principalment de comunicacions anòmales entre les cavitats).

Quan es practica una auscultació cardíaca habitualment es detecten dos sorolls secs (batecs cardíacs): el primer correspon al tancament de les vàlvula mitral i la tricúspide i el començament de la sístole ventricular (contracció). El segon és degut al tancament de la vàlvula aòrtica i pulmonar i dona lloc a l'inici de la diàstole ventricular (relaxació). Quan a més es pot sentir un soroll aspiratiu i llarg, se li anomena buf.
Els bufs cardíacs es classifiquen amb més freqüència per la relació amb els sorolls dels batecs esmentats, en bufs sistòlics i bufs diastòlics. Tanmateix, els bufs continus no es poden col·locar directament en cap de les categories anteriors.

## Causes
La causa més freqüent de buf cardíac és alguna anomalia de les vàlvules cardíaques. Pot ser que una vàlvula sigui més estreta del normal i això provoqui una acceleració del flux sanguini (estenosi) o que no tanqui bé i es produeixi una fuga en aquesta vàlvula (insuficiència). També hi ha algunes malalties congènites no valvulars que ocasionen un buf.